# Codul penal al României de la 1865
Codul penal român de la 1865 (denumit și Codul Cuza) a fost un cod penal adoptat la 1865 în Principatele Unite ale Moldovei și Țării Românești. Codul a realizat unificarea legislativă penală și marchează începutul dreptului penal român după unirea din 1859 a Moldovei cu Țara Românească. Pentru elaborarea acestui cod s-au folosit izvoare precum Codul penal francez de la 1810 și Codul penal prusac de la 1851.
Codul Cuza consacra principiul legalității incriminării și a pedepsei, egalitatea în fața legii penale, umanizarea pedepselor, nu prevedea pedeapsa cu moartea, ci munca silnică pe viață. Infracțiunile erau clasificate în trei categorii: crime, delicte și contravenții.